# Клубний чемпіонат світу з футболу 2014
Клубний чемпіонат світу з футболу 2014 (англ. 2014 FIFA Club World Cup) — 11-й розіграш щорічного клубного футбольного турніру, проведеного ФІФА серед переможців головних континентальних турнірів. Проходив з 10 по 20 грудня 2014 року в марокканських містах Марракеш та Рабат.
Переможцем вперше в своїй історії став іспанський «Реал Мадрид», яка обіграв в фіналі аргентинський «Сан-Лоренсо» 2:0.

## Заявки на проведення турніру
4 країни подали заявки на проведення клубних чемпіонатів світу 2013 і 2014 років (один і той же господар у обох турнірів):
- Іран
- Марокко
- ПАР
- ОАЕ (який брав Клубний чемпіонат світу з футболу 2009 і 2010 років в Абу-Дабі)

У жовтні 2011 року ФІФА заявила, що Іран, ПАР і ОАЕ відкликали свої заявки, тим самим залишивши Марокко єдиним кандидатом. ФІФА офіційно оголосив Марокко господарем турніру 17 грудня 2011.

## Стадіони
| Рабат                                                                         | Рабат Марракеш | Марракеш                                                            |
| ----------------------------------------------------------------------------- | -------------- | ------------------------------------------------------------------- |
| Принц Мулай Абдулла                                                           | Рабат Марракеш | Марракеш                                                            |
| 33°57′35.55″ пн. ш. 6°53′20.81″ зх. д. / 33.9598750° пн. ш. 6.8891139° зх. д. | Рабат Марракеш | 31°42′24″ пн. ш. 7°58′50″ зх. д. / 31.70667° пн. ш. 7.98056° зх. д. |
| Місткість: 52 000                                                             | Рабат Марракеш | Місткість: 45 240                                                   |
|                                                                               | Рабат Марракеш |                                                                     |

## Учасники
| Команда                                     | Конфедерація         | Кваліфікація                               | Участь                                        |
| Проходять у півфінал                        | Проходять у півфінал | Проходять у півфінал                       | Проходять у півфінал                          |
| ------------------------------------------- | -------------------- | ------------------------------------------ | --------------------------------------------- |
| Сан-Лоренсо                                 | КОНМЕБОЛ             | Переможець Кубка Лібертадорес 2014         | 1-е                                           |
| Реал Мадрид                                 | УЄФА                 | Переможець Ліги чемпіонів УЄФА 2013/14     | 2-е (Попереднє: 2000)                         |
| Проходять у чвертьфінал                     |                      |                                            |                                               |
| Вестерн Сідней Вондерерз                    | АФК                  | Переможець Ліги чемпіонів АФК 2014         | 1-е                                           |
| ЕС Сетіф                                    | КАФ                  | Переможець Ліги чемпіонів КАФ 2014         | 1-е                                           |
| Крус Асуль                                  | КОНКАКАФ             | Переможець Ліги чемпіонів КОНКАКАФ 2013/14 | 1-е                                           |
| Проходить у плей-офф за вихід у чвертьфінал |                      |                                            |                                               |
| Окленд Сіті                                 | ОФК                  | Переможець Ліги чемпіонів ОФК 2013/14      | 6-е (Попередні: 2006, 2009, 2011, 2012, 2013) |
| Атлетік                                     | КАФ (господарі)1     | Переможець Чемпіонат Марокко 2013/14       | 1-е                                           |

Примітки
1: ↑  Якщо б переможцем Ліги чемпіонів КАФ стала команда з Марокко, то фіналіст Ліги чемпіонів КАФ був би запрошений замість переможця Марокканської ліги. Однак, обидва представники Марокко вилетіли з Ліги чемпіонів КАФ 2014 — ФАР програв вже у першому раунді малійському «Реалу» (Бамако) 3:3 (по голам на виїзді), а «Раджа», вигравши у попередньому етапі 8:1 у сьєрра-леонського «Даймонд Старз», поступилася у першому раунді по пенальті 5:4 (після 1:1 за сумою двох зустрічей) гвінейській команді «Хоройя».

## Арбітри
На турнір були запрошені такі арбітри:
| Конфедерація | Арбітр                    | Асистенти                        |
| ------------ | ------------------------- | -------------------------------- |
| АФК          | Бенджамін Вільямс         | Метью Крем Пол Сентранголо       |
| КАФ          | Нумандьєз Дуе             | Сонгіфоло Єо Жан-Клод Бірумушагу |
| КОНКАКАФ     | Вальтер Лопес Кастельянос | Леонель Леаль Герсон Лопес       |
| КОНМЕБОЛ     | Енріке Оссес†             | Карлос Астроса† Серхіо Роман†    |
| ОФК          | Норберт Хауата            | Тевіта Макасіні Пол Ахупу        |
| УЄФА         | Педру Проенса             | Бертіну Міранда Тьягу Трігу      |

† Замість колумбійського тріо Вільмар Ролдан, Едуардо Діас і Александер Гусман.

## Матчі
|  | Плей-оф              | Плей-оф              |                      |                    | Чвертьфінал       | Чвертьфінал       |                 |                 | Півфінал | Півфінал |  |  | Фінал                | Фінал                |
|  | 10 грудня — Рабат    |                      |                      |                    |                   |                   |                 |                 |          |          |  |  |                      |                      |
|  | Атлетік              | 0 (3)                |                      |                    | 13 грудня — Рабат | 13 грудня — Рабат |                 |                 |          |          |  |  |                      |                      |
|  | Атлетік              | 0 (3)                |                      |                    | 13 грудня — Рабат | 13 грудня — Рабат |                 |                 |          |          |  |  |                      |                      |
|  | Окленд Сіті (п)      | 0 (4)                |                      |                    | ЕС Сетіф          | 0                 |                 |                 |          |          |  |  |                      |                      |
|  | Окленд Сіті (п)      | 0 (4)                | 17 грудня — Марракеш |                    | ЕС Сетіф          | 0                 |                 |                 |          |          |  |  |                      |                      |
|  |                      |                      |                      |                    | Окленд Сіті       | 1                 |                 |                 |          |          |  |  |                      |                      |
|  | Сан-Лоренсо (д. ч.)  | 2                    |                      |                    | Окленд Сіті       | 1                 |                 |                 |          |          |  |  |                      |                      |
|  | Сан-Лоренсо (д. ч.)  | 2                    |                      |                    |                   |                   |                 |                 |          |          |  |  |                      |                      |
|  |                      |                      | Окленд Сіті          | 1                  |                   |                   |                 |                 |          |          |  |  |                      |                      |
|  |                      |                      | Окленд Сіті          | 1                  |                   |                   |                 |                 |          |          |  |  |                      |                      |
|  |                      |                      | 20 грудня — Марракеш |                    |                   |                   |                 |                 |          |          |  |  |                      |                      |
|  |                      |                      |                      |                    |                   |                   |                 |                 |          |          |  |  |                      |                      |
|  | Сан-Лоренсо          | 0                    |                      |                    |                   |                   |                 |                 |          |          |  |  |                      |                      |
|  | Сан-Лоренсо          | 0                    | 13 грудня — Рабат    |                    |                   |                   |                 |                 |          |          |  |  |                      |                      |
|  |                      | Реал Мадрид          | 2                    |                    |                   |                   |                 |                 |          |          |  |  |                      |                      |
|  |                      |                      | 2                    | Крус Асуль (д. ч.) | 3                 |                   |                 |                 |          |          |  |  |                      |                      |
|  | 16 грудня — Марракеш |                      |                      | Крус Асуль (д. ч.) | 3                 |                   |                 |                 |          |          |  |  |                      |                      |
|  |                      | Вестерн Сідней       | 1                    |                    |                   |                   |                 |                 |          |          |  |  |                      |                      |
|  | Крус Асуль           | Вестерн Сідней       | 1                    | 0                  |                   |                   |                 |                 |          |          |  |  |                      |                      |
|  | Крус Асуль           | Матч за 5 місце      | Матч за 5 місце      | 0                  |                   |                   | Матч за 3 місце | Матч за 3 місце |          |          |  |  |                      |                      |
|  |                      | Матч за 5 місце      | Матч за 5 місце      |                    | Реал Мадрид       | 4                 | Матч за 3 місце | Матч за 3 місце |          |          |  |  |                      |                      |
|  | ЕС Сетіф (п)         | 2 (5)                | Крус Асуль           | 1 (2)              | Реал Мадрид       | 4                 |                 |                 |          |          |  |  |                      |                      |
|  | ЕС Сетіф (п)         | 2 (5)                | Крус Асуль           | 1 (2)              |                   |                   |                 |                 |          |          |  |  |                      |                      |
|  | Вестерн Сідней       | 2 (4)                | Окленд Сіті (п)      | 1 (4)              |                   |                   |                 |                 |          |          |  |  |                      |                      |
|  | Вестерн Сідней       | 2 (4)                | Окленд Сіті (п)      | 1 (4)              |                   |                   |                 |                 |          |          |  |  |                      |                      |
|  | 17 грудня — Марракеш | 17 грудня — Марракеш |                      |                    |                   |                   |                 |                 |          |          |  |  | 20 грудня — Марракеш | 20 грудня — Марракеш |

Час початку матчів подано за Західноєвропейським часом (UTC+0)

### Плей-оф за місце у чвертьфіналі
| 10 грудня 2014 19:30 |

| Атлетік | 0:0 д. ч. | Окленд Сіті |
| ------- | --------- | ----------- |
|         | Звіт      |             |

| «Принц Мулай Абдулла», Рабат Глядачів: 35 247 Арбітр: Вальтер Лопес Кастельянос |

|                                       |     | Пенальті                            |  |
| Джахух · Круш · Фалл · Наїм · Халлаті | 3:4 | Пейн · Ірвінг · Вайт · Білен · Ісса |  |

### Чвертьфінали
| 13 грудня 2014 16:00 |

| ЕС Сетіф | 0–1      | Окленд Сіті |
| -------- | -------- | ----------- |
|          | Протокол | Ірвінг 52'  |

| «Принц Мулай Абдулла», Рабат Глядачів: 22 153 Арбітр: Педру Проенса (Португалія) |

| 13 грудня 2014 19:30 |

| Крус Асуль                                  | 3–1      | Вестерн Сідней Вондерерз |
| ------------------------------------------- | -------- | ------------------------ |
| Торрадо 89' (пен.), 118' (пен.) Павоне 108' | Протокол | Ла Рокка 65'             |

| «Принц Мулай Абдулла», Рабат Глядачів: 22 153 Арбітр: Нумандьєз Дуе |

### Півфінали
Перший півфінал мав відбутись на стадіоні «Принц Мулай Абдулла» у Рабаті, але через погані природні умови був перенесений на стадіон «Марракеш», Марракеш.
| 16 грудня 2014 19:30 |

| Крус Асуль | 0–4      | Реал Мадрид                             |
| ---------- | -------- | --------------------------------------- |
|            | Протокол | Рамос 15' Бензема 36' Бейл 50' Іско 72' |

| «Марракеш», Марракеш Глядачів: 34 862 Арбітр: Енріке Оссес |

| 17 грудня 2014 19:30 |

| Сан-Лоренсо                | 2–1      | Окленд Сіті  |
| -------------------------- | -------- | ------------ |
| Боррьєнтес 45+2' Матос 93' | Протокол | Берланга 67' |

| «Марракеш», Марракеш Глядачів: 18,458 Арбітр: Бенджамін Вільямс |

### Матч за 5-е місце
| 17 грудня 2014 16:30 |

| ЕС Сетіф                 | 2–2      | Вестерн Сідней Вондерерз |
| ------------------------ | -------- | ------------------------ |
| Маллен 50' (аг) Зіая 57' | Протокол | Кастелен 5' Саба 89'     |

| «Марракеш», Марракеш Глядачів: 18,458 Арбітр: Норберт Хауата |

|                                                                          |     | Пенальті                                                               |  |
| Джаніт · Гасмі · Беламері · Зіая · Меллулі · Арруссі · Мегателі · Зерара | 5–4 | Саба · Халіті · Тріфіро · Джуріч · Бузаніс · Маллен · Фофана · Адекеле |  |

### Матч за 3-є місце
| 20 грудня 2014 16:30 |

| Крус Асуль | 1–1      | Окленд Сіті   |
| ---------- | -------- | ------------- |
| Рохас 57'  | Протокол | Де Вріс 45+2' |

| «Марракеш», Марракеш Глядачів: 38,345 Арбітр: Педру Проенса (Португалія) |

|                                        |     | Пенальті                               |  |
| Хіменес · Форміка · Родрігес · Валадес | 2–4 | Пейн · Ірвінг · Вайт · Прітчетт · Ісса |  |

### Фінал
| 20 грудня 2014 19:30 |

| Реал Мадрид        | 2–0      | Сан-Лоренсо |
| ------------------ | -------- | ----------- |
| Рамос 37' Бейл 51' | Протокол |             |

| «Марракеш», Марракеш Глядачів: 38,345 Арбітр: Вальтер Лопес Кастельянос |

## Бомбардири
| Місце | Гравець          | Клуб                     | Голів |
| ----- | ---------------- | ------------------------ | ----- |
| 1     | Гарет Бейл       | Реал Мадрид              | 2     |
| 1     | Серхіо Рамос     | Реал Мадрид              | 2     |
| 1     | Херардо Торрадо  | Крус Асуль               | 2     |
| 4     | Анхель Берланга  | Окленд Сіті              | 1     |
| 4     | Раян Де Вріс     | Окленд Сіті              | 1     |
| 4     | Джон Ірвінг      | Окленд Сіті              | 1     |
| 4     | Маріано Павоне   | Крус Асуль               | 1     |
| 4     | Хоао Рохас       | Крус Асуль               | 1     |
| 4     | Карім Бензема    | Реал Мадрид              | 1     |
| 4     | Іско             | Реал Мадрид              | 1     |
| 4     | Пабло Баррьєнтос | Сан-Лоренсо              | 1     |
| 4     | Мауро Матос      | Сан-Лоренсо              | 1     |
| 4     | Абдельмалек Зіая | ЕС Сетіф                 | 1     |
| 4     | Ромео Кастелен   | Вестерн Сідней Вондерерз | 1     |
| 4     | Якопо Ла Рокка   | Вестерн Сідней Вондерерз | 1     |
| 4     | Вітор Саба       | Вестерн Сідней Вондерерз | 1     |

Автогол
- Деніел Маллен (Вестерн Сідней Вондерерз проти ЕС Сетіф)

## Підсумки турніру

### Підсумкове становище
| Команда                  | І | В | Н | П | ЗМ | ПМ | РМ | О |
| ------------------------ | - | - | - | - | -- | -- | -- | - |
| Реал Мадрид              | 2 | 2 | 0 | 0 | 6  | 0  | +6 | 6 |
| Сан-Лоренсо              | 2 | 1 | 0 | 1 | 2  | 3  | −1 | 3 |
| Окленд Сіті              | 4 | 1 | 2 | 1 | 3  | 3  | 0  | 5 |
| Крус Асуль               | 3 | 1 | 1 | 1 | 4  | 6  | −2 | 4 |
| ЕС Сетіф                 | 2 | 0 | 1 | 1 | 2  | 3  | −1 | 1 |
| Вестерн Сідней Вондерерз | 2 | 0 | 1 | 1 | 3  | 5  | −2 | 1 |
| Атлетік                  | 1 | 0 | 1 | 0 | 0  | 0  | 0  | 1 |

Примітка: Матчі, що завершилися в додатковий час, вважаються як перемоги або поразки, тоді як матчі, що завершилися післяматчовими пенальті, вважаються як нічиї.

### Нагороди
За підсумками турніру були вручені такі нагороди:
| Золотий м'яч               | Срібний м'яч                    | Бронзовий м'яч             |
| -------------------------- | ------------------------------- | -------------------------- |
| Серхіо Рамос (Реал Мадрид) | Кріштіану Роналду (Реал Мадрид) | Іван Віцеліч (Окленд Сіті) |
| Трофей Fair Play           |                                 |                            |
| Реал Мадрид                |                                 |                            |